# Watermelon Man
"Watermelon Man" é uma música de jazz escrita por Herbie Hancock, lançado no seu álbum de estréia, Takin' Off (1962).
A primeira versão foi lançada como hard bop e apresenta improvisações de Freddie Hubbard e Dexter Gordon. O single alcançou o Top 100 das paradas pop. O percussionista cubano Mongo Santamaría lançou o hit como pop latino, aonde se tornou um hit surpresa, alcançando o 10 lugar nas paradas pop. A gravação de Santamaría foi introduzida para o Grammy Hall of Fame de 1998. Hancock radicalmente re-trabalhou o hit, combinando elemento do funk, para o álbum Head Hunters (1973).
A música foi regravada por muitos artistas entre eles The J.B.'s, Albert King e muitos outros.

## Takin' Off
Hancock escreveu um pedaço para ajudar a vender seu álbum de estréia como líder, Takin' Off (1962), da Blue Note Records; o primeiro pedaço da música ele tinha sempre composto com o objetivo comercial na mente. A popularidade do pedaço, junto com Mongo Santamaría, pagou as contas de Hancock por cinco ou seis anos.